# Begonia prismatocarpa
Begonia prismatocarpa ist eine Pflanzenart aus der Gattung der Begonien (Begonia). Sie ist mit drei Unterarten vom westlichen Zentralafrika bis Westafrika heimisch.

## Merkmale
Begonia prismatocarpa ist eine einhäusige, schlanke, zwergwüchsige Pflanze. Ihre kriechenden Stängel sind vielfach verzweigt und unterseitig bewurzelt, die Blattstiele kraus rauhaarig. Die aufsteigenden Zweige sind 2,5 bis 7,5 Zentimeter lang.
Die wechselständigen, langgestielten Blätter sind 2,5 bis 5 Zentimeter lang und 1,25 bis 2,5 Zentimeter breit, deutlich abgeschrägt eiförmig bis annähernd kreisförmig, am Ansatz gerundet oder herzförmig. Sie sind ungleich zwei-, selten dreigelappt, die Lappen annähernd spitz, unregelmäßig buchtig-gezähnt und auf beiden Seiten schwach behaart. Sie weisen drei bis sechs schlanke Seitenrippen auf, die unterseitig behaart sind. Die eiförmigen Nebenblätter sind bewimpert.
Die achselbürtigen Blütenstandsachsen sind ebenso lang wie die Blätter, sehr schlank und tragen entweder eine ungestielte weibliche oder zwei gestielte männliche und eine ungestielte weibliche Blüte an ihrem Ende. Die Vorblätter sind lanzettlich und lang bewimpert. Die je zwei Kronblätter der männlichen wie der weiblichen Blüten sind gleich gestaltet, sie sind annähernd kreisförmig, gelb und haarlos und haben einen Durchmesser von 0,6 bis 0,8 Zentimeter. Die Staubblatt bilden ein kugelförmiges Köpfchen, die Staubfäden sind am Ansatz verwachsen, die Staubbeutel länglich und stumpf. Die vier Griffel sind unterseits verwachsen, die Narben köpfchenförmig. Der Fruchtknoten ist linealisch und unbehaart. Die Kapsel ist spindelförmig, viereckig und vierfächrig und weitgehend unbehaart.

## Verbreitungsgebiet und Standort
Begonia prismatocarpa ist vom westlichen Zentralafrika bis Westafrika heimisch, sie steigt in Höhenlagen von bis zu 1200 Meter. Jede der drei Unterarten ist dabei von den anderen räumlich isoliert. Die Nominatform kommt ausschließlich im Bergland von Bioko vor, die Unterart petraea nur an einem Standort an der Elfenbeinküste und die Unterart delobata im Bergland des westlichen Kamerun.
Die Art besiedelt terrestrische Standorte, Fels und Totholz sowie gelegentlich als Epiphyt auch Bäume.

## Systematik
Begonia prismatocarpa wurde 1862 von William Jackson Hooker erstbeschrieben. Sie wird in die Sektion Loasibegonia gestellt. Neben der Nominatform werden zwei Unterarten unterschieden, nämlich
- Begonia prismatocarpa subsp. petraea: Elfenbeinküste, auf Granitfelsen in tiefschattigem Primärwald
- Begonia prismatocarpa subsp. delobata: mit ungelappten Blättern, westliches Kamerun in Höhenlagen von 400 bis 1100 Metern

## Nachweise
1. 1 2 3  J. G. Baker: Flora of Tropical Africa, Bd. 2, S. 569, 1871
2. 1 2 3  M. S. M Sosef: Refuge begonias: Taxonomy, phylogeny, and historical biogeography of Begonia sect. Loasibegonia and sect. Scutobegonia in relation to glacial rain forest refuges in Africa (Studies in Begoniaceae), Wageningen Agricultural University, 1994, ISBN 9067543365, S. 175–180, Online